# Епаноми
Епаноми (грч. Επανομή) је приморски град у општини Солунски Залив у периферији Средишња Македонија, Грчка. Према попису из 2021. године било је 8.377 становника.
Према бугарском географу и историчару, Василу Канчову, у Епаномију је 1900. године живело 2.300 Грка. Током двадесетих година 20. века насељене су грчке избеглице, тако је на попису из 1928. године било 3.583 становника.